# Just an illusion (BZN)
Just an illusion is een nummer van de Volendamse band BZN uit 1983.
Deze single werd in Nederland tot alarmschijf verkozen en stond 9 weken in de Nederlandse Top 40, waar het de derde plaats behaalde. Hiermee was het de zevende opeenvolgende top 5-hit van BZN, maar ook de laatste hit van de groep die de top 3 bereikte.
In het nummer is zanger Jan Keizer samen met Jack Veerman te horen op de drums. Dit geeft een dubbele drumsound. Just an illusion is tevens de op een na laatste single die Anny Schilder opnam met de band. De tekst van het lied lijkt haar op het lijf te zijn geschreven, omdat zijzelf in deze periode worstelde met het combineren van het leven als zangeres in de spotlights en het moederschap. Schilder stopte om deze reden in 1984 met BZN en werd vervangen door Carola Smit. Een live-versie waarop Smit het nummer zingt staat op het album BZN live - 20 jaar.
Er is geen relatie met het gelijknamige lied uit 1982 van de band Imagination.

## Hitnotering
| "Just an illusion" in de Nederlandse Top 40 - binnen: 12-03-1983 | "Just an illusion" in de Nederlandse Top 40 - binnen: 12-03-1983 | "Just an illusion" in de Nederlandse Top 40 - binnen: 12-03-1983 | "Just an illusion" in de Nederlandse Top 40 - binnen: 12-03-1983 | "Just an illusion" in de Nederlandse Top 40 - binnen: 12-03-1983 | "Just an illusion" in de Nederlandse Top 40 - binnen: 12-03-1983 | "Just an illusion" in de Nederlandse Top 40 - binnen: 12-03-1983 | "Just an illusion" in de Nederlandse Top 40 - binnen: 12-03-1983 | "Just an illusion" in de Nederlandse Top 40 - binnen: 12-03-1983 | "Just an illusion" in de Nederlandse Top 40 - binnen: 12-03-1983 | "Just an illusion" in de Nederlandse Top 40 - binnen: 12-03-1983 |
| Week                                                             | 1                                                                | 2                                                                | 3                                                                | 4                                                                | 5                                                                | 6                                                                | 7                                                                | 8                                                                | 9                                                                |                                                                  |
| ---------------------------------------------------------------- | ---------------------------------------------------------------- | ---------------------------------------------------------------- | ---------------------------------------------------------------- | ---------------------------------------------------------------- | ---------------------------------------------------------------- | ---------------------------------------------------------------- | ---------------------------------------------------------------- | ---------------------------------------------------------------- | ---------------------------------------------------------------- | ---------------------------------------------------------------- |
| Nummer                                                           | 20                                                               | 8                                                                | 5                                                                | 3                                                                | 3                                                                | 8                                                                | 16                                                               | 33                                                               | 35                                                               | uit                                                              |

### NPO Radio 2 Top 2000
| Nummer met noteringen in de NPO Radio 2 Top 2000 | '03  | '04  | '05 | '06 | '07 | '08 | '09  | '10  | '11  |
| ------------------------------------------------ | ---- | ---- | --- | --- | --- | --- | ---- | ---- | ---- |
| Just an illusion                                 | 1351 | 1026 | 719 | 747 | 496 | 760 | 1348 | 1624 | 1847 |

1. ↑  Een vetgedrukt getal geeft de hoogste notering aan.
2. ↑  2003 was het eerste jaar met een notering voor dit nummer.
3. ↑  Deze tabel is bijgewerkt tot en met de laatste editie (2024).

### Evergreen Top 1000
| Evergreen Top 1000 "Just an illusion" | Evergreen Top 1000 "Just an illusion" | Evergreen Top 1000 "Just an illusion" | Evergreen Top 1000 "Just an illusion" | Evergreen Top 1000 "Just an illusion" | Evergreen Top 1000 "Just an illusion" | Evergreen Top 1000 "Just an illusion" | Evergreen Top 1000 "Just an illusion" | Evergreen Top 1000 "Just an illusion" | Evergreen Top 1000 "Just an illusion" | Evergreen Top 1000 "Just an illusion" | Evergreen Top 1000 "Just an illusion" | Evergreen Top 1000 "Just an illusion" | Evergreen Top 1000 "Just an illusion" | Evergreen Top 1000 "Just an illusion" | Evergreen Top 1000 "Just an illusion" | Evergreen Top 1000 "Just an illusion" |
| Jaar                                  | 2008                                  | 2009                                  | 2010                                  | 2011                                  | 2012                                  | 2013                                  | 2014                                  | 2015                                  | 2016                                  | 2017                                  | 2018                                  | 2019                                  | 2020                                  | 2021                                  | 2022                                  | 2023                                  |
| ------------------------------------- | ------------------------------------- | ------------------------------------- | ------------------------------------- | ------------------------------------- | ------------------------------------- | ------------------------------------- | ------------------------------------- | ------------------------------------- | ------------------------------------- | ------------------------------------- | ------------------------------------- | ------------------------------------- | ------------------------------------- | ------------------------------------- | ------------------------------------- | ------------------------------------- |
| Positie                               | -                                     | -                                     | -                                     | -                                     | -                                     | 356                                   | 221                                   | 421                                   | 598                                   | 221                                   | 239                                   | 153                                   | 233                                   | 234                                   | 264                                   | 180                                   |

## Versie Julia Zahra
Julia Zahra van der Toorn coverde het nummer in juni 2015 tijdens het televisieprogramma De beste zangers van Nederland, in de aflevering waarin Jan Keizer de hoofdgast was. Met haar akoestische versie stond zij op nummer 1 in de iTunes Download Top 30. Er bestaat ook een coverversie door Stine Nielsen uit Noorwegen evenals eentje door Juanita du Plessis uit Zuid-Afrika. 